# مسمال‌لار
مسمال‌لار (به لاتین: Məsmallar یا مسیم‌لر Məsimlər) یک منطقه مسکونی در جمهوری آذربایجان است که در شهرستان تووز واقع شده است.